# Большая Серпуховская улица
Больша́я Серпуховска́я — улица в районе Замоскворечье и Даниловском районе города Москвы. Проходит от Даниловской площади до Серпуховской площади и Валовой улицы .

## История
Своё название Большая Серпуховская улица получила от дороги в город Серпухов, которая проходила здесь с XIV века. В XVI веке по современному Садовому кольцу прошёл земляной вал с воротами на Серпуховской дороге, поэтому дорога в течение XVII застраивалась внутри вала, а за воротами начала застраиваться только к концу века. В это время для её населения была сооружена церковь Вознесения. Известно, что 1696 году Данилов монастырь пожертвовал земельный участок под деревянную церковь с приделом девяти мучеников. Она простояла недолго, и с 1708 года вместо неё начали возводить каменное здание. Однако успели возвести здание только до половины окон, когда вышел указ царя Петра I о запрещении каменного строительства везде, кроме строящегося тогда Санкт-Петербурга. Стройку церкви остановили, и долго у дороги стояло сооружение, покрытое до половины высоты окон верхней церкви временной деревянной крышей. Возобновилось строительство только в 1756 году, и через шесть лет церковь была построена. В советское время церковь не сломали, а закрыли, устроив общежитие, после которого там размещались различные организации, доведшие здание до грани разрушения, и только недавно церковь вернули верующим.
Улица быстро застраивалась, и в 1722 году в приходе церкви Вознесения насчитывалось 119 дворов. Город в то время был уже опоясан Компанейским валом (заменённым в 1742 году Камер-Коллежским) с Серпуховской заставой на Серпуховской дороге. Это была таможенная граница тогдашней Москвы.
В 1763 году между Большой Серпуховской и заставой, близ Данилова монастыря, был куплен казной загородный двор бригадира А. И. Глебова с обширным парком и прудами, и на нём построили Павловскую больницу — в честь наследника Екатерины II Павла I. От больницы к Большой Серпуховской прошла Павловская улица.
В 1787 году в начале Большой Серпуховской ещё стояли Серпуховские ворота (триумфальные, построенные в 1775 году), у ворот размещался рынок, на котором торговали съестными припасами. Пожар 1812 года захватил небольшую часть улицы, у Серпуховских ворот. Уцелели деревянные здания Павловской больницы, и деревянные «Провиантские магазейны» у Серпуховской заставы.
В XIX — начале XX веках на Большой Серпуховской и рядом с ней развернулось строительство различных благотворительных учреждений Купеческого общества. В 1896 году открылся дом призрения, основанный купчихой Татьяной Гурьевой на пожертвованные ею 325 тысяч рублей, из которых 200 тысяч предназначались для обеспечения на вечные времена ста призреваемых, и 125 тысяч на постройку здания для них. Теперь в здании ожоговый центр Института хирургии имени А. В. Вишневского (Б.Серпуховская, 27).
У бывшей Гурьевской богадельни находится здание Третьяковской богадельни-приюта для слабоумных, к сожалению, здание непоправимо испорчено. Средства на его строительство и содержание оставил П. М. Третьяков. Поводом к этому явилось печальное событие — сын его, Михаил, оказался душевнобольным. Оригинальное и живописное здание богадельни спроектировал С. У. Соловьёв, вдохновленный образцами псковского зодчества. Внутренняя отделка была закончена к 15 ноября 1905 года. В центральном объёме, когда-то увенчанном тремя главками, находилась домовая церковь, освящённая во имя св. Павла Латрского 15 декабря 1906 года в день именин Павла Михайловича Третьякова. Теперь тут — Институт хирургии имени А. В. Вишневского.
Рядом находилось общежитие братьев Ляпиных (Б.Серпуховская, 31). Братья Ляпины перестроили каменное здание, служившее складом, в жилой дом. И открыли здесь бесплатное общежитие для студентов университета и учеников Училища живописи и ваяния.
В 1877—1879 годах на месте деревянных «Провиантских магазейнов» в конце улицы были в построении города каменные корпуса Александровских казарм. В середине XIX века напротив был сооружён механический завод Гоппера, где в 1918 году был ранен В. И. Ленин выстрелом эсерки Каплан. В том же году заводу было присвоено имя Владимира Ильича.
После революции Большая Серпуховская как центральная улица Замоскворечья сделалась чрезвычайно оживлённой. По ней прошли трамваи на Варшавское шоссе — обширный фабричный район, на Симоновский мост и к построенному в 1926 году в Донском монастыре крематорию.
Источники: Из истории московских улиц (П. В. Сытин); Москва за Садовым кольцом (энциклопедия) (С. К. Романюк).

## Примечательные здания и сооружения

### По нечётной стороне
- № 13 — здание Замоскворецкого отделения ломбарда (1908, архитектор Н. Н. Благовещенский).
- № 19/37 — доходный дом (1892, архитектор И. Т. Владимиров).
- № 27, стр. 1—7 — здания Института хирургии имени А. В. Вишневского. Перед комплексом зданий установлен памятник А. В. Вишневскому (1951, скульптор С. Т. Конёнков, архитектор В. Е. Шалашов)[2].
  - стр. 1,  памятник архитектуры (вновь выявленный объект) — Александровская больница (2-я половина XIX века, главный корпус 1886—1887, архитектор А. С. Каминский). Корпус бесплатной больницы, рассчитанный на 100 коек, был построен по заказу Московского купеческого общества. В настоящее время здание не эксплуатируется.
  - стр. 6 — дом призрения Т. Г. Гурьевой с церковью Татианы и Иллариона (1894—1896).
  - стр. 7 — богадельня им. П. М. Третьякова — приют для слабоумных с церковью Святого Павла Латрского (1903—1906, архитектор С. У. Соловьёв).
- № 31, корп. 1—3, 5—6, 9—10 — жилые дома «Замоскворецкий рабочий» (1926—1930-е, архитектор В. Бибиков)[3].
- № 31, корп. 14 — бывший храм во имя иконы Божией Матери «Всех скорбящих Рaдость» при благотворительных учреждениях им. братьев Ляпиных (1883—1885, архитектор В. Г. Залесский)[4].
- № 33, 35 — Александровские казармы (1859)

### По чётной стороне

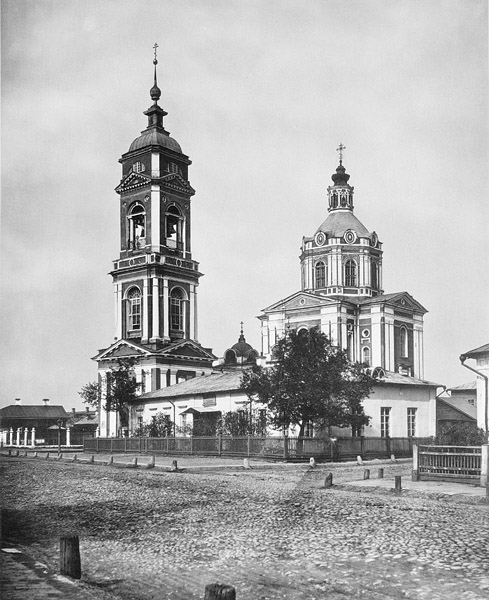
Храм Вознесения Господня за Серпуховскими воротами, фотография из альбома Н. А. Найдёнова, 1882.

- № 24 (№ 21 по Люсиновской улице) — Храм Вознесения Господня за Серпуховскими воротами (XVIII век).
  - Участок под строительство церкви за Серпуховскими воротами Земляного города был выделен Даниловым монастырём в 1696 году. Каменная церковь строилась на средства царевича Алексея Петровича, после его казни в 1718 году строительство приостановилось, церковь была окончена и освящена лишь в июле 1762 года. В 1830-х — 1840-х годах храм подвергся значительным перестройкам. В 1929 году был закрыт, в 1930 году были разрушены ограда, колокольня и богадельня, в самом здании разместились разные учреждения. Богослужения возобновились в 1990 году.
- № 34, корп. 4, 5, 16 — жилые дома (1926, архитектор Б. М. Иофан — корп. 6)[3].
- № 42[уточнить] — Вдовий дом (1887, архитектор Н. Н. Васильев).
- № 44 — здание Александровского приюта для престарелых членов Вспомогательного общества купеческих приказчиков с домовым храмом Николая Чудотворца (1895—1900)[5][6].
- № 46, корп. 9—10, 13, 16—18 — жилые дома «Замоскворецкий рабочий» (1926—1930-е, архитектор В. Бибиков)[3], снесены в 2009—2010 гг. По этому адресу жил актёр Иван Соловьёв[7].
- № 56 — доходный дом (1890-е, архитектор П. П. Щёкотов).

## Транспорт
- Автобусы: м9, м90, с932, н8, н16.

Все автобусы, ходящие по улице, следуют только к Серпуховской площади.

Остановки:
- Александровские казармы (м90, н16)
- Детская поликлиника (м90, н16)
- Улица Павла Андреева — Театриум на Серпуховке (м90, н16)
- Улица Павла Андреева (м9, м86, с932, н8)
- Институт имени Вишневского (м9, м90, м86, с932, н8, н16)
- Метро «Серпуховская» (м9, м90, с932, н8, н16)